# 薄冰 (电视剧)
《薄冰》（英语：Thin Ice），是由陈东枪枪同名小说改编，金琛执导、海飞编剧的年代谍战悬疑剧，彭冠英、陈钰琪等主演。2022年3月23日在横店影视城开机，同年6月24日杀青。于2023年4月5日在湖南卫视金鹰剧场首播，芒果TV同步网播。

## 剧情简介
- 1-30集：1944年，二战时期上海铀矿石争夺战

日本驻上海梅機關在中国秘密刺探铀矿石情报。重庆军统得知线报后，派出以王牌特工陈浅为首的小组前往上海进行针对。陈浅化身日本人浅井光夫，潜伏到梅机关情报科科长井田裕太郎身边。陈浅在目睹中共特工顾曼丽的牺牲和重庆国民政府的腐败后，暗中转变立场加入共产党。在军统、中共、南京国民政府内部等各路抗日志士的帮助下，陈浅最终成功击杀井田裕太郎，夺取铀矿石样本、送回重庆。
- 31-40集：1949年，国共内战时期重庆工业设施保卫战

1949年10月，中共领导的解放军兵临重庆，国防部保密局西南特区意图炸毁重庆全城工业设施，给中共留下一片焦土。中共安插在保密局的卧底特工陈浅，联合地下党和工人委員會展开针锋相对的斗争，最终挫败了保密局的炸厂企图。

## 播出时间
| 頻道     | 所在地   | 首播日期     | 備註     |
| 湖南卫视 | 中国大陆 | 2023年4月5日 | 金鹰剧场 |
| 芒果TV   | 中国大陆 | 2023年4月5日 |          |

## 演员列表

### 主要角色
| 演員   | 角色       | 简介 |
| 彭冠英 | 陈浅       | 军统特工 代号“吕布”，胆识过人，钟意余春羊。在上海任务期间，化身日本人“浅井光夫”卧底于井田裕太郎身边，刺探铀矿石情报。在经历种种后转变立场，暗中加入中共，最终成功击杀井田裕太郎。在重庆任务中，以保密局内部卧底的身份给中共提供支持，被吴若男击伤腿部。1951年时担任重庆市公安局科长。 |
| 陈钰琪 | 余春羊     | 共产党特工 本名王开雅，代号“布谷鸟”，自幼被徐海辰收养。在上海任务期间，卧底于井田裕太郎身边，担任由佳子的中文老师，和陈浅相互配合并暗生情愫，在击杀井田裕太郎行动时，开车吸引火力而坠入黄浦江。在重庆任务中，广播号召全厂工人进行斗争，被吴若男击伤，最终成为植物人。                 |
| 富大龙 | 井田裕太郎 | 梅机关情报科科长 大佐军衔，负责在中国寻找铀矿石。心机缜密，一直试探浅井光夫的真实身份。最终被陈浅（浅井光夫）击毙。 |
| 富大龙 | 井田裕次郎 | 梅机关情报科行动组组长 手段严酷，因保护仁科富熊将军不力而自裁，死后由其哥哥担任梅机关领导 |

### 军统
| 演員   | 角色   | 简介 |
| 彭冠英 | 陈浅   | 参见主要角色 |
| 高瀚宇 | 谢冬天 | 军统第一处谍参科科长 渴望高升，单恋吴若男，处处给陈浅下绊子。上海任务后窃取陈浅功劳，被授予六等雲麾勳章。重庆任务中，意图枪杀陈浅，反被吴若男打死。                                                                                               |
| 陈小纭 | 吴若男 | 军统第一处军事情报科特工 枪法精准，单恋陈浅。父亲为将军，1949年时死于广东战役，母亲为军统特工吴茵。上海任务中化身为米高梅舞厅舞女，以协助陈浅收集情报。重庆任务中，为保护陈浅而枪杀同僚谢冬天，又因对陈浅爱而不得击伤余春羊。重庆战役后遁走消失。 |
| 王劲松 | 关永山 | 军统第一处处长 执着于查出军统内部的卧底。1949年重庆战役后被中共逮捕。 |
| 吴越   | 邱映霞 | 军统第一处军事情报科科长 初恋为中共的纪国明。重庆任务时，为保护初恋而陷入两难倒向中共，最终枪战中被谢冬天击中，不治身亡。 |
| 王远达 | 钱振国 | 军统第一处军事情报科特工 实际身份为中共特工，代号“弥勒佛”。上海任务中化身古渝轩厨师，以协助陈浅收集情报。重庆任务时身份暴露，为掩护陈浅而被杀死。                                                                                                 |
| 何明翰 | 许奎林 | 军统特工 原为陈浅的行动搭档，代号“貂蝉”。被日本人抓获，当着陈浅的面中枪倒下，众人皆以为其已死。重庆任务时，被关永山安插进中共中成为卧底，代号“狸猫”。卧底行动导致徐海辰的被捕，最终在地道中被陈浅枪杀。                                           |
| 李智楠 | 沈雄   | 军统第七处财务科副科长 向日本人倒卖情报，被军统内部抓获。 |

### 共产党
| 演員   | 角色   | 简介 |
| 陈钰琪 | 余春羊 | 参见主要角色 |
| 姚安濂 | 徐海辰 | 中共上海地下交通站负责人 海叔，领养余春羊。关永山的姐夫，其妻子因通共被关永山批准枪决。重庆任务时被捕，以钢笔刺脖自尽。 |
| 迟嘉   | 陈深   | 中共地下党上海地区负责人 批准陈浅加入中国共产党。电视剧《麻雀》主角                                                     |
| 王九胜 | 纪国明 | 中共重庆地委书记，初恋邱映霞                                                                                            |

### 日本人
| 演員   | 角色       | 简介 |
| 富大龙 | 井田裕太郎 | 参见主要角色 |
| 富大龙 | 井田裕次郎 | 参见主要角色 |
| 赵语彤 | 由佳子     | 井田裕次郎女儿，居住于上海 |
| 王婉娟 | 山口秋子   | 井田裕太郎管家 真名吴茵。实际为军统特工，代号“白头翁”，吴若男母亲。在陈浅被井田裕太郎困住无法脱身时，劫持车队抢得铀矿石。在击杀井田裕太郎行动时中弹而亡。 |
| 于清斌 | 二宫       | 梅机关情报科行动组组长 |

### 汪精卫政权
| 演員   | 角色   | 简介 |
| 董洁   | 顾曼丽 | 政治保卫局医务室医生 实际身份为中共地下党，代号“飞天”。曾以假死之计将陈浅救出日本人的死牢。后被谢冬天出卖给日本人，遭日本人酷刑后不屈自戕。                                                                       |
| 孙之鸿 | 周左   | 政治保卫局第一局上海分局行动队队长 喜欢顾曼丽，原本为日本人卖命。在目睹顾曼丽牺牲后受到震撼，加入中国共产党，配合陈浅行动。重庆任务时化身为袍哥小头领，协助陈浅挫败保密局的炸厂企图。1951年时为重庆市公安局人员。 |
| 宋家腾 | 何大宝 | 政治保卫局第一局上海分局行动队队员 周左的好友。在井田裕太郎的威吓下试图出卖陈浅和周左来保全自己，被日本人草草枪杀。                                                                                               |

## 原著
| 出版时间  | 书籍名称 | 作者     | 出版社         | 国际标准书号       |
| 2020年8月 | 《薄冰》 | 陈东枪枪 | 浙江文艺出版社 | ISBN 9787533960889 |